# Achille Joyau
Joseph Louis Achille Joyau dit Achille Joyau (1831-1873) est un architecte et peintre français.

## Biographie
Achille Joyau est né le 28 avril 1831 à Nantes, de Joseph Joyau, boulanger, et Thérèse Joséphine Blanchet.
Il est admis le 24 novembre 1854 à l'école impériale des Beaux-Arts, ayant pour professeur principal Charles Questel. Il remporte le premier grand prix de Rome en architecture le 22 septembre 1860, puis séjourne à la Villa Médicis à Rome du 28 janvier 1861 au 31 décembre 1865.
Après un voyage à Jérusalem, il est chargé, en 1864, par le gouvernement, de relever les plans de l’antique ville de Baalbek au Liban.
Il expose au Salon de Paris en peinture et en architecture en 1867 et 1868 des aquarelles et des études de décoration d'après l'antique. Il montre ses travaux durant l'exposition universelle de 1867.
Le 25 mai 1872 naît son fils Amédée Joyau, futur artiste.
Il meurt à Nantes le 23 mars 1873.
La vente de son atelier se tient à Drouot les lundi 29 et mardi 30 mai 1876.

## Dessins d'architecture
- Théâtre d'eau, graphite, plume, encre noire et aquarelle, H. 63.9; L.47.2 cm[3]. Paris, Beaux-Arts[4]. Concours d'émulation de l'ENSBA de 1860.
- Atrium de la maison de Castor et Pollux, aquarelle et gouache, H. 21.7 ; L. 33.4 cm[5]. Paris, Beaux-Arts[6]. En 1860, Joyau donne un traitement original à cette maison de Pompéi découverte en 1820 et l'utilisation de l'aquarelle permet de rendre compte de la polychromie de l'architecture, aujourd'hui disparue.
- Atrium de la maison des chapiteaux colorés, aquarelle et gouache, H. 22.5 ; L. 32 cm[5]. Paris, Beaux-Arts[4]. Dans cette feuille, il traite d'une maison rarement représentée où l'on distingue une fresque aujourd'hui disparue.